# Pavenham
Pavenham – wieś w Anglii, w hrabstwie ceremonialnym Bedfordshire, w dystrykcie (unitary authority) Bedford. Leży 9 km na północny zachód od centrum miasta Bedford i 81 km na północ od centrum Londynu.